# Lexx
Lexx è una serie televisiva di fantascienza coprodotta da Germania e Canada con l'aiuto di fondi aggiuntivi da parte della britannica Channel 5.

## Trama
La serie è inizialmente ambientata in universo parallelo denominato Light Zone in cui un despota dal titolo di Divine Shadow, tramite una casta politico-religiosa chiamata Divine Order, regna con il pugno di ferro sopra la Lega dei 20000 pianeti (League of 20,000 Planets).
Una serie di eventi porta a far collidere tra loro i destini di alcuni personaggi, finendo per farli collaborare reciprocamente, nonostante l'estrema eterogeneità dei membri del gruppo.
Dopo diverse peripezie riescono ad impadronirsi della potente nave da guerra vivente chiamata Lexx.
Durante la prima stagione, composta da 4 film di due ore ciascuno, vengono mostrate le vicissitudini dell'equipaggio braccato da Divine Shadow ed afflitto dalla mancanza di protoblood, unica sostanza che permette a Kai di rimanere in vita.
Le vicende hanno termine con l'uccisione di Divine Shadow da parte di Kai.
La seconda stagione, composta da 20 episodi di un'ora ciascuno, introduce Mantrid, il più potente ex Bio-Vizier di Divine Shadow, esiliato su un pianeta ricoperto di ghiaccio e neve il quale brama la distruzione della Lexx e dell'universo intero.
Dopo che parte dell'essenza di Divine Shadow è passata in lui, tramite l'involontaria azione di Kai, viene apparentemente ucciso dall'equipaggio della Lexx, il quale si allontana dal pianeta dopo averlo distrutto.
Mantrid in realtà si salva e segue segretamente l'astronave.
I membri di quest'ultima, dopo essere passati attraverso numerose disavventure sui vari pianeti visitati, scoprono la presenza di Mantrid.
In seguito a diversi fallimentari tentativi riescono ad eliminarlo distruggendo però contemporaneamente l'intero Light Zone.
La Lexx ed il suo equipaggio riescono a mettersi in salvo entrando nell'unico altro universo esistente, denominato Dark Zone, al quale appartiene anche la nostra Terra.
La terza stagione, formata da 13 episodi di un'ora ciascuno, mostra la Lexx intrappolata, per mancanza di energia, in un'orbita fra il Pianeta Fuoco ed il Pianeta Acqua.
Nel tentativo di rimettere in funzione l'astronave i membri dell'equipaggio vengono in contatto con Prince, un essere malvagio dotato di poteri soprannaturali la cui vera natura viene dissimulata dalla sua personalità carismatica e seducente.
I protagonisti, nel corso delle vicende, giungono infine a svelare la vera natura dei due pianeti e ad intuire quella del misterioso essere chiamato Prince.
Nella quarta ed ultima stagione, composta da 24 episodi di un'ora ciascuno, la Lexx arriva nei pressi della Terra sulla quale ritrovano diversi antagonisti e vecchie conoscenze reincarnatesi in varie personalità della Terra.
Fra di essi spicca Prince il quale è ora a capo dell'ATF (Bureaux of Alcohol, Tobacco and Firearms) nonché consigliere di un pavido ed inetto Presidente degli Stati Uniti.
Diverse vicende s'intrecciano e si susseguono fino a culminare nella distruzione della Terra.

## Personaggi
Divine Shadow - Dall'apparenza umana, è in realtà di un parassita appartenente alla Civiltà degli Insetti (Insect Civilization) sopravvissuto alla distruzione dei suoi simili da parte dei Brunnen G. Il parassita viene ospitato in un corpo umano dal quale si trasferisce in un altro non appena l'ospite iniziale non è più in grado, per qualche ragione, di contenerlo.
Il cervello dell'ospite iniziale viene rimosso e tenuto in vita in un contenitore, prendendo l'appellativo di Divine Predecessor.